# 上海美術館
上海美術館（シャンハイびじゅつかん、簡体字中国語: 上海美术馆、拼音: Shànghǎi Mĕishùguăn）は中華人民共和国上海市にあった美術館。2012年12月31日に閉館し、美術館の機能は2010年上海万博の中国パビリオンだった建物に移動して「中華芸術宮」と改称された。
上海美術館は上海人民広場の西北角に面し、繁華街である南京西路の325号（黄陂北路との交差点）に建っていた。南は上海大劇院、西は明天広場、東は人民公園と隣接し、北は南京西路に面していた。
美術館は、1930年代のイギリス式の歴史主義建築に入居していた。建築面積は17,326平方m、12の展示室と講義室、会議室、美術図書館、資料室、ワークショップ室などがあり、最上階には高級レストランがあった。この建物は1933年、上海租界（十里洋場）の競馬場（跑馬場）のクラブハウス（上海レースクラブ）として、パークロード（派克路、別名・馬路、現在の南京路）に面して建設された。租界の消滅後は上海博物館や上海図書館として使用され拡張・改築された。上海博物館が新しい建物に移転した後、2000年3月18日から上海美術館が使用していた。
上海美術館は2000年に現在地に移る前の1956年から活動を続けており、4,000点以上の美術品を所蔵していた。近代美術・現代美術に関する展覧会を企画するほか、二年に一度開かれる大規模な国際美術展・上海ビエンナーレの会場となっていた。

## アクセス
- 上海軌道交通1号線・2号線・8号線-人民広場駅